# Pliocardia caribbea
Pliocardia caribbea is een tweekleppigensoort uit de familie van de Vesicomyidae. De wetenschappelijke naam van de soort is voor het eerst geldig gepubliceerd in 1967 door Boss.